# Castillo de Reina
El Castillo de Reina, Badajoz es una edificación defensiva y sus orígenes se remontan al último tercio del siglo XII. Se encuentra en el municipio español de Reina, a 126 km al sur de Badajoz, capital de la provincia del mismo nombre, en la Comunidad Autónoma de Extremadura, en la comarca de la Campiña Sur.

## Historia
Está edificada en lo alto de una colina desde donde domina una gran extensión de terreno. Junto con la fortaleza de Montemolín formaban una barrera defensiva los ejércitos de los almohades para impedir el paso de las fuerzas cristianas en su proceso de Reconquista del sur de España. Estas dos fortificaciones eran unas de las más importantes de entre las que formaban la red de defensas árabes en Sierra Morena para asegurar las ciudades de Córdoba y Sevilla de los ataque cristianos.
El rey Fernando III el Santo reconquistó el castillo en el año 1246 y se lo entregó a la Orden de Santiago la cual estableció una Encomienda que abarcaba un territorio bastante extenso.

## El castillo
Todavía son visibles los restos de lo que fue una alcazaba musulmana, que data de la segunda mitad del siglo XII, con rasgos típicos de las edificaciones almohades como, por ejemplo, el que el muro exterior perimetral se adapta a las curvas de nivel lo que aprovechaban para aumentar su capacidad defensiva. Su construcción, típica de los árabes, es de tapial modulado mediante encofrados.Tiene varias torres, de planta rectangular, unas albarranas y otras adosadas al muro perimetral. Tiene una torre cuya base es de sección cuadrada y pasa a ser octogonal en la parte superior.
Cuando pasó al poder de la Orden de Santiago se llevaron a cabo numerosas construcciones, sobre todo a finales del siglo XV por orden de Maestre de la Orden Alonso de Cárdenas: En cuanto al sistema defensivo se refiere, dotó de mayor altura a las murallas mediante mampostería. En el interior construyó viviendas para el alcaide a la que llamaban «el palacio» y que parece que fue levantado en lugar del anterior alcázar árabe, todo ello a lo largo del siglo XVI. Los edificios dedicados al servicio se componían de viviendas, aljibes, caballerizas, y una ermita de estilo gótico. En el siglo XVII se inicia el abandono de la fortaleza y, con ello, su deterioro progresivo.